# Ángeles Llive i Cruz
Ángeles Llive i Cruz   (Quito, 6 de maig de 1974) és una auxiliar administrativa i diputada al Parlament de Catalunya (13a legislatura) per Esquerra Republicana de Catalunya.
Regidora de l’Ajuntament de Caldes de Montbui del 2019 al 2023.